# Stagnicola kennicotti
Stagnicola kennicotti är en snäckart. Stagnicola kennicotti ingår i släktet Stagnicola och familjen dammsnäckor. Inga underarter finns listade i Catalogue of Life.